# Mayflower
Mayflower je bio poznati brod koji je prevozio engleske separatiste, znane još kao Pilgrimi, iz Southamptona u Engleskoj u Plymouth, Massachusetts 1620. godine. Brod je isplovio iz Southamptona 9. rujna. Nakon 66-dnevnog putovanja pogođenog bolestima, brod se usidrio kod poluotoka Cape Coda 16. studenog. U ožujku 1621. godine, preživjeli putnici nastanili su se u Plymouthu, dok se posada vratila natrag u Englesku.

## O brodu
Osnovna svrha broda bila je prijevoz tereta, a najčešće je prevozio vino od Engleske do ostalih europskih zemalja (Francuska, Norveška, Njemačka, Španjolska). U periodu između 1609. do 1622. kapetan broda bio je Christopher Jones. Brod je bio težak 180 tona, dugačak 27,4-33,5 metara i širok oko 7,6 metara. Posada se sastojala od 25-30 ljudi.